# Thomas de Grey (1680-1765)
Thomas de Grey (1680 - 1765) de Merton, Norfolk, est un propriétaire terrien anglais et homme politique whig qui siège à la Chambre des communes entre 1708 et 1727.

## Jeunesse

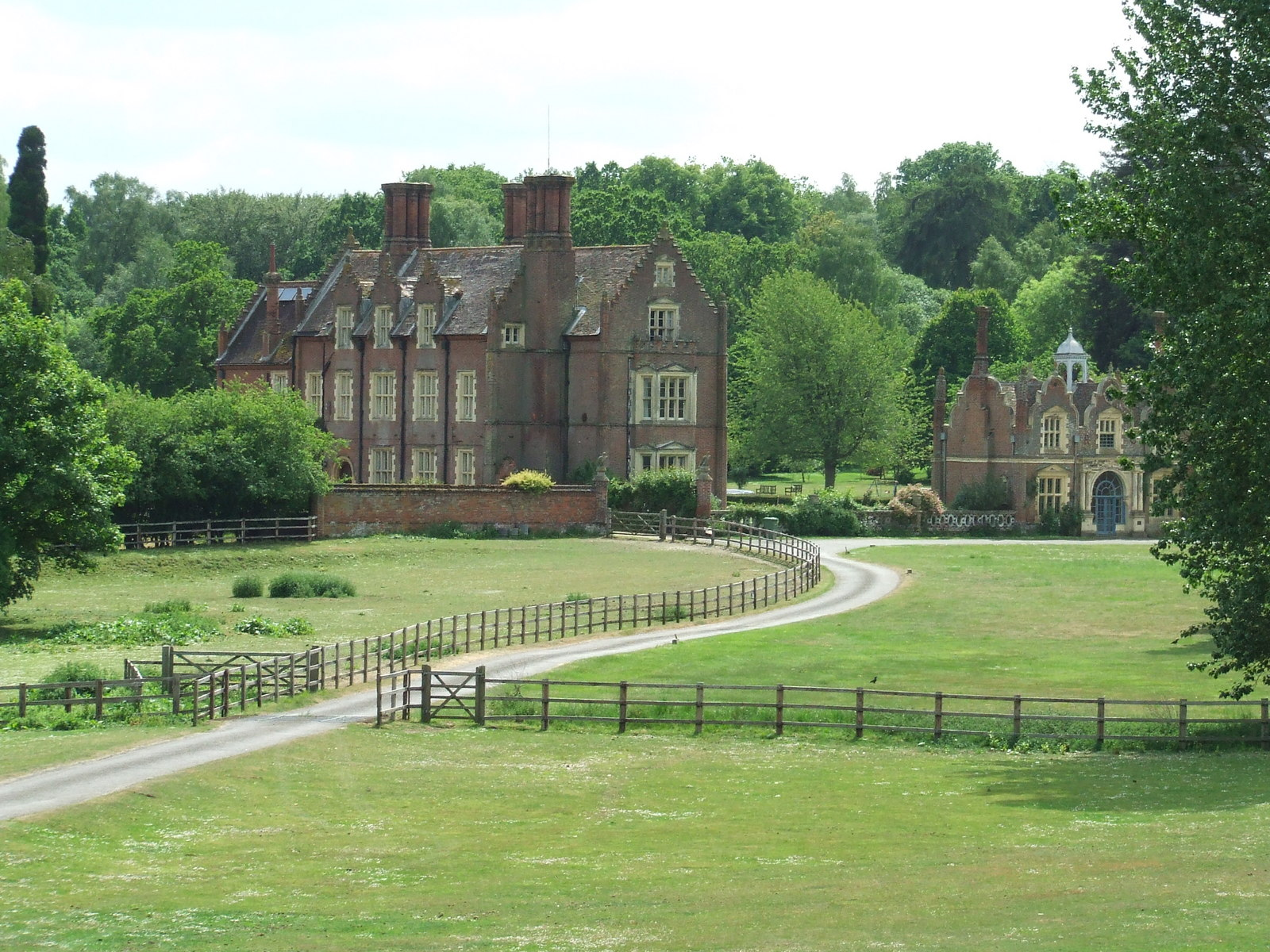
Merton Hall, Norfolk

Il est baptisé le 13 août 1680, le fils aîné survivant de William de Grey (en) et de son épouse Elizabeth Bedingfield, fille de Thomas Bedingfield de Darsham . Il fait ses études à la Bury St Edmunds Grammar School et est admis au St John's College de Cambridge le 18 mai 1697, à l'âge de 17 ans. Par un accord de mariage daté du 10 septembre 1706, il épouse avec 4 500 £ de dot, Elizabeth Windham, fille de William Windham de Felbrigg, Norfolk. Son mariage le met en relation avec de nombreuses familles Whig du Norfolk, bien que son père soit un conservateur .

## Carrière
Il est élu député Whig de Thetford aux élections générales britanniques de 1708. Il soutient la naturalisation des Palatins en 1709 et vote la destitution du docteur Sacheverell en 1710. Il ne se présente pas aux élections générales britanniques de 1710, peut-être pour des raisons de coût, et aux élections générales britanniques de 1713, il décline une invitation de Robert Walpole à se présenter dans Norfolk .
Aux élections générales britanniques de 1715, de Grey est soutenu par Lord Townshend en tant que candidat Whig pour le Norfolk et il remporte le scrutin. Il vote contre le projet de loi septennal de 1716 et rejoint l'opposition (menée par Townshend et Robert Walpole) contre Lord Cadogan en juin 1717. Il s'abstient lors des votes sur le projet de loi sur la pairie et sur l'abrogation de l'Occasional Conformity Act et de la Schism Act, le tout en 1719. Il est réticent à se représenter aux élections générales britanniques de 1722 et remporte le siège sans opposition, mais ne s'est jamais représenté .
Il meurt en 1765 et est inhumé à Merton le 18 décembre 1765. De sa femme, il a deux filles et deux fils survivants, Thomas et William.